# Murava
Murava (aromanès: Murava; albanès: Moravë) és un poble de l'antic municipi d'Otllak al comtat de Berat, Albània. Amb la reforma del govern local de 2015 va passar a formar part del municipi de Berat.